# Bill Bertani
William Joseph Bertani, detto Bill (Fulton, 8 settembre 1919 – Fulton, 12 dicembre 1988) è stato un calciatore statunitense, di ruolo attaccante.

## Carriera

### Club
Ha sempre giocato nel campionato statunitense.

### Nazionale
Ha partecipato alle Olimpiadi del 1948.